# Меламид, Даниил Ефимович
Дании́л Ефи́мович Мелами́д (6 июня 1916, Полонное, Новоград-Волынский уезд, Волынская губерния, Российская империя — 1 января 1993, Москва, Россия; псевдоним Д. Мельников) — советский и российский историк-германист и журналист-международник, специалист по истории нацистской Германии. Доктор исторических наук (1962), профессор.

## Биография
Родился 6 июня 1916 в еврейской семье в Полонном Новоград-Волынского уезда Волынской губернии.
Учился в гимназии в Берлине, где его отец работал в торговом представительстве СССР.
В 1940 году окончил исторический факультет МГУ имени М. В. Ломоносова.
Во время Великой Отечественной войны работал в ТАСС.
В дальнейшем был ответственным секретарём журнала «Мировое хозяйство и мировая политика», а также работал политическим обозревателем Советского информационного бюро. Был заведующим отделом и членом редакционной коллегии журнала «Международная жизнь».
В 1957—1978 годах — заведующий сектором международно-политических проблем Европы Института мировой экономики и международных отношений АН СССР.
В 1962 году в Институте мировой экономики и международных отношений АН СССР защитил диссертацию на соискание учёной степени доктора исторических наук по теме «Политический кризис фашистского режима и заговор 20 июля 1944 г. в Германии».
Автор 20 книг и брошюр, а также многочисленных статей.
Умер 1 января 1993 года. Прах захоронен в колумбарии на Донском кладбище.

## Семья
Жена — Людмила Чёрная (1917—2022), публицист и переводчик. Сын — Александр Меламид (род. 1945), художник-нонконфомист, эмигрировал из СССР в 1977 году. Дочь Ася Меламид (1941—2001). 

## Научные труды

### Монографии
- Мельников Д. Е. Борьба за единую, независимую, демократическую, миролюбивую Германию. — М.: Госполитиздат, 1951. — 296 с.
- Мельников Д. Е., Чёрная Л. Б. Гитлеровские генералы готовятся к реваншу. — М.: Воениздат, 1954. — 160 с.
- Мельников Д. Е. Германский вопрос и европейская безопасность. — М.: Госполитиздат, 1955. — 84 с.
- Мельников Д. Е. Германская Федеральная Республика. — М.: Знание, 1956. — 40 с. — 81 000 экз.
- Мельников Д. Е. Заговор 20 июля 1944 года в Германии. Легенда и действительность. — М.: Издательство института международных отношений, 1962. — 304 с. — 100 000 экз.
- Мельников Д. Е., Чёрная Л. Б. Двуликий адмирал. Главарь фашистской разведки Канарис и его хозяева. — М.: Политиздат, 1965. — 128 с. — 260 000 экз.
- Галкин А. А., Мельников Д. Е. СССР, западные державы и германский вопрос (1945 — 1965) / А. А. Галкин, Д. Е. Мельников ; АН СССР. Институт мировой экономики и международных отношений. — М.: Наука, 1966. — 264 с.
- Мельников Д. Е., Чёрная Л. Б. Империя смерти: Аппарат насилия в нацистской Германии, 1933-1945. — 3-е изд. — М.: Политиздат, 1989. — 414 с. — 150 000 экз. — ISBN 5-250-00990-5.
- Мельников Д. Е., Чёрная Л. Б. Преступник № 1. Нацистский режим и его фюрер. — 3-е изд.. — М.: Издательство «Новости», 1991. — 464 с. — 100 000 экз. — ISBN 5-7020-0080-3.

### Статья
- Меламид Д. Е. Стратегическое положение германии в Первой и Второй мировых войнах. М.: 1-я типо-литогр. УВМИ, 1944. 22 с., 2 с. «Для заметок» (В помощь политработнику / Гл. полит. упр. ВМФ) (перепечатка из журнала «Военная мысль», 1944, № 5-6)